# Hansa Borg Bryggerier ASA
Hansa Borg Bryggerier er den næststørste norske bryggeri med hovedkontor i Bergen, der blev skabt ved en fusion mellem Hansa Bryggeri og Borg Bryggeri i 1997.
Hansa Borg består i dag af Hansa Bryggeri i Bergen, Borg Bryggeri i Sarpsborg, Christianssands Bryggeri (CB) i Kristiansand, samt en produktions-og tappeanlæg i Olden i Oldedalen i Nordfjord. I Bergen ejer Hansa Borg også Waldemar mikrobryggeri, der ligger i Hansa Bryggeri's gamle lokaler på Kalfaret.
Hansa Borg styres af familien Egenæss, mens af andre ejere, kan nævnes svenske Spendrups Bryggeri og danske Royal Unibrew.